# Solanum clandestinum
Solanum clandestinum är en potatisväxtart som beskrevs av Lynn Bohs. Solanum clandestinum ingår i släktet skattor som ingår i familjen potatisväxter. Inga underarter finns listade i Catalogue of Life.